# オレグ・ウラジミロヴィチ
オレグ・ウラジミロヴィチ（ロシア語: Олег Владимирович、? - 1217年以前）は、ウラジーミル・グレボヴィチの子である。プロンスク公：1207年 - 1217年以前。

## 生涯
1207年、兄弟のグレプと共に、他のリャザン公国の公たちに対する中傷をウラジーミル大公フセヴォロドに訴えた。結果としておじのロマン(ru)、スヴャトスラフ(ru)と、いとこのイングヴァリ(ru)、ユーリーが逮捕された。その後ウラジーミル大公国軍と共にプロンスク包囲戦に参加した。オレグはいとこのロマンの守備するプロンスクを陥落させ、プロンスク公国を得た。
オレグの家族や子孫については不明である。